# جون بابا (لاعب كرة قاعدة)
جون بابا (بالإنجليزية: John Papa)‏ هو لاعب كرة قاعدة أمريكي، ولد في 5 ديسمبر 1940 في بريدجبورت في الولايات المتحدة.